# Rome (Iowa)
Rome es una ciudad ubicada en el condado de Henry en el estado estadounidense de Iowa. En el Censo de 2020 tenía una población de 114 habitantes y una densidad poblacional de 347,49 personas por km².

## Geografía
Rome se encuentra ubicada en las coordenadas 40°58′56″N 91°40′52″O / 40.98222, -91.68111. Según la Oficina del Censo de los Estados Unidos, Rome tiene una superficie total de 0.34 km², de la cual 0.33 km² corresponden a tierra firme y (0.77%) 0 km² es agua.

## Demografía
Según el censo de 2010, había 117 personas residiendo en Rome. La densidad de población era de 347,49 hab./km². De los 117 habitantes, Rome estaba compuesto por el 97.44% blancos, el 0% eran afroamericanos, el 0% eran amerindios, el 0% eran asiáticos, el 0% eran isleños del Pacífico, el 2.56% eran de otras razas y el 0% pertenecían a dos o más razas. Del total de la población el 5.98% eran hispanos o latinos de cualquier raza.